# Arthur Penman
Arthur Douglas Macnaughton Penman (* April 1922; † 3. Juni 2008) war ein britischer Bauingenieur (Geotechnik). Er galt als führender Experte für Staudämme.
Penman war ab 1944 in der Abteilung Bodenmechanik der Building Research Station (BRS, das spätere Building Research Establishment, BRE) als Assistent von Alec Skempton und blieb dort den Rest seiner Karriere bis zu seiner Pensionierung 1982. Von Anfang an befasste er sich dort mit Staudämmen und insbesondere deren Instrumentierung zum Beispiel zur Porenwasserdruckmessung und -überwachung. Er war dazu über Großbritannien hinaus weltweit tätig. Auch nach seiner Pensionierung war er als Berater im Dammbau tätig, unter anderem in Marokko, Brasilien, Zypern und Neuseeland. Dabei hielt er auch Vorlesungen an der Päpstlichen Katholischen Universität von Rio de Janeiro am Lehrstuhl von Pedricto Rocha Filho.
1986 war er Rankine Lecturer (On the embankment dam). 